# ヤングセンター

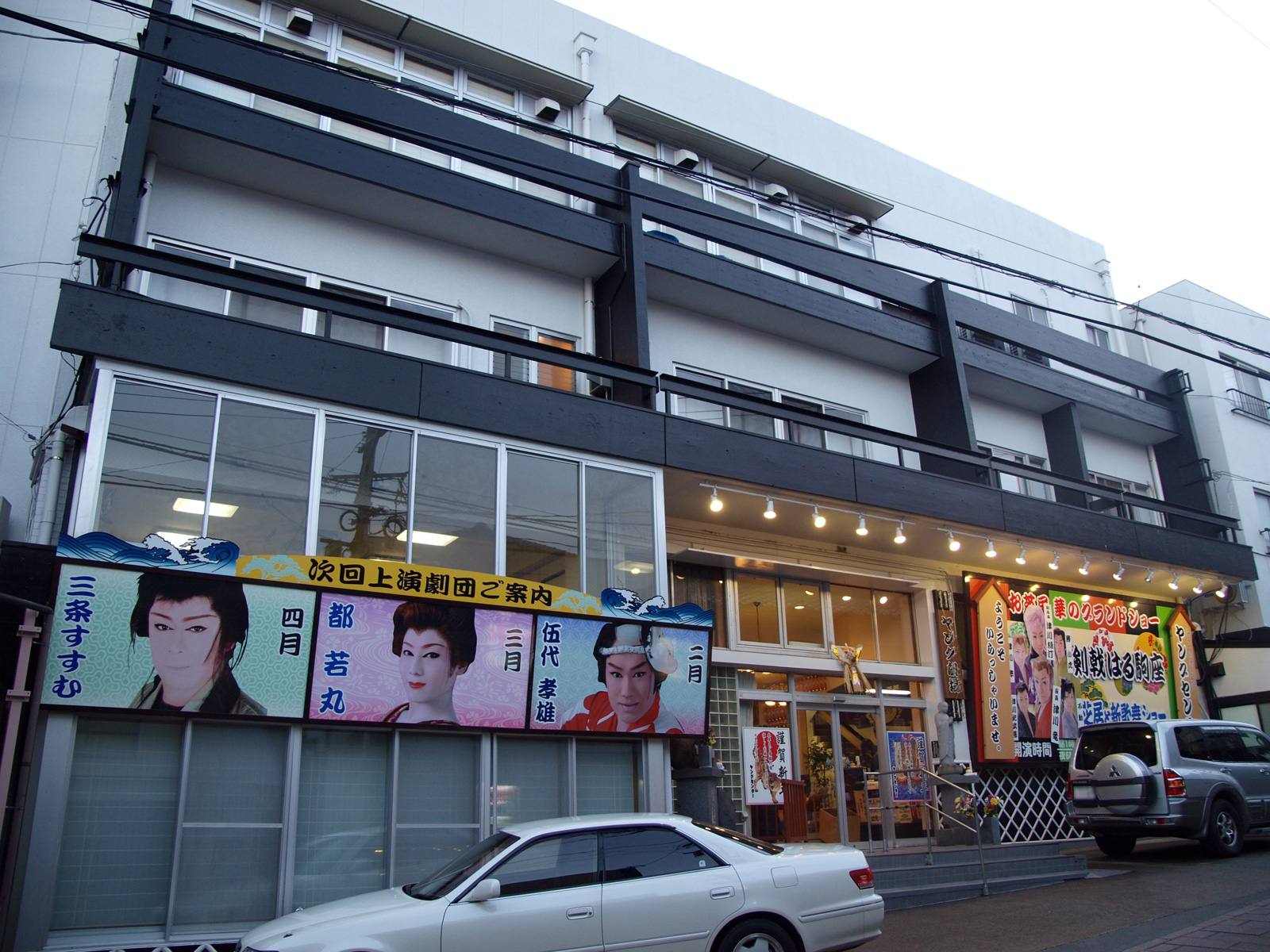
ヤングセンター

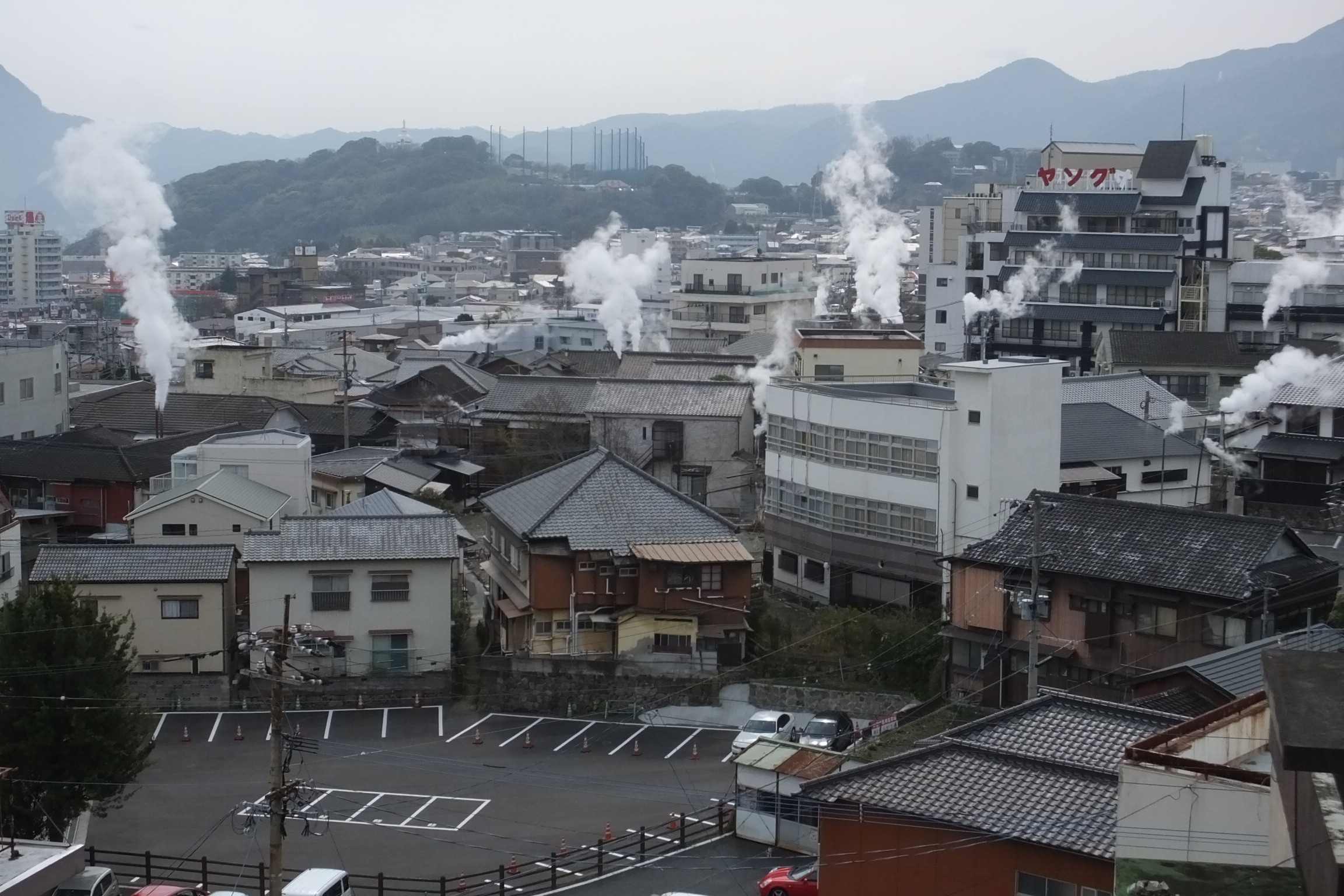
ヤングセンター遠景

ヤングセンターは、かつて大分県別府市鉄輪の鉄輪温泉にあった大衆演劇の劇場及び温泉旅館である。

## 概要
1953年（昭和28年）創業。
大衆演劇の劇場（ヤング劇場）と温泉旅館とから成る。
ヤング劇場は、1階席と2階席から成り、合わせて約400席。関西を中心とする大衆演劇の劇団が月替わりで、昼・夜2回の公演を行う。
温泉旅館は、全室和室。宿泊者は、ヤング劇場の公演を、宿泊当日の昼・夜、翌日の昼の3回無料で観覧することができる。温泉の泉質はナトリウム-塩化物泉。日帰り入浴も可能で、演劇とのセットプランも用意されている。
経営者の高齢化のため、2020年（令和2年）3月30日をもって閉館した。最後の公演は、劇団花吹雪一座だった。
土地と建物はドーミーインをはじめとするホテル事業等を行う共立メンテナンスに売却されるが、閉館後の方針は未定とされる。

## 交通
- JR九州日豊本線別府駅からバスで約30分。
- 大分自動車道別府ICから自動車で約15分[8]。